# Kruminka
Kruminka (lit. Krūminė) – opuszczona osada na Litwie, w rejonie wileńskim, 6 km na północny wschód od Ławaryszek.

## Historia
W dwudziestoleciu międzywojennym leżała w Polsce, w województwie wileńskim, w powiecie wileńsko-trockim, w gminie Mickuny.
Po II wojnie światowej w granicach Związku Sowieckiego. Od 1991 na niepodległej Litwie.